# Karle, Belgaum
Karle là một làng thuộc tehsil Belgaum, huyện Belgaum, bang Karnataka, Ấn Độ.